# Milan Horvat
Milan Horvat (Pakrac, Kroatië, 28 juli 1919 – Innsbruck, 1 januari 2014) was een Kroatisch dirigent. Van 1969 tot 1975 was hij hoofd van het toen nieuw opgerichte Weense Radio Symfonie Orkest. Hij dirigeerde voorts diverse orkesten in Europa in onder meer Berlijn, Rome, Salzburg, en Lissabon.

## Orkesten
Horvat dirigeerde onder meer bij:
- Omroepsymfonieorkest Berlijn
- MDR Sinfonieorkest Leipzig
- Dresdense Filharmonie Dresden
- Filharmonie München
- Filharmonie Essen
- Filharmonisch staatsorkest Halle
- Robert Schumann Filharmonie Chemnitz
- Mozarteum Orkest Salzburg
- Toonkunstorkest Wenen
- Symfonieorkest Graz
- Orchestre de la Suisse Romande Genève
- Orchestre de Chambre Lausanne
- Orkest van het Sao Carlos Theater te Lissabon
- Theaterorkest van de Opera in Rome
- Filharmonie Kopenhagen